# کارت کابینه

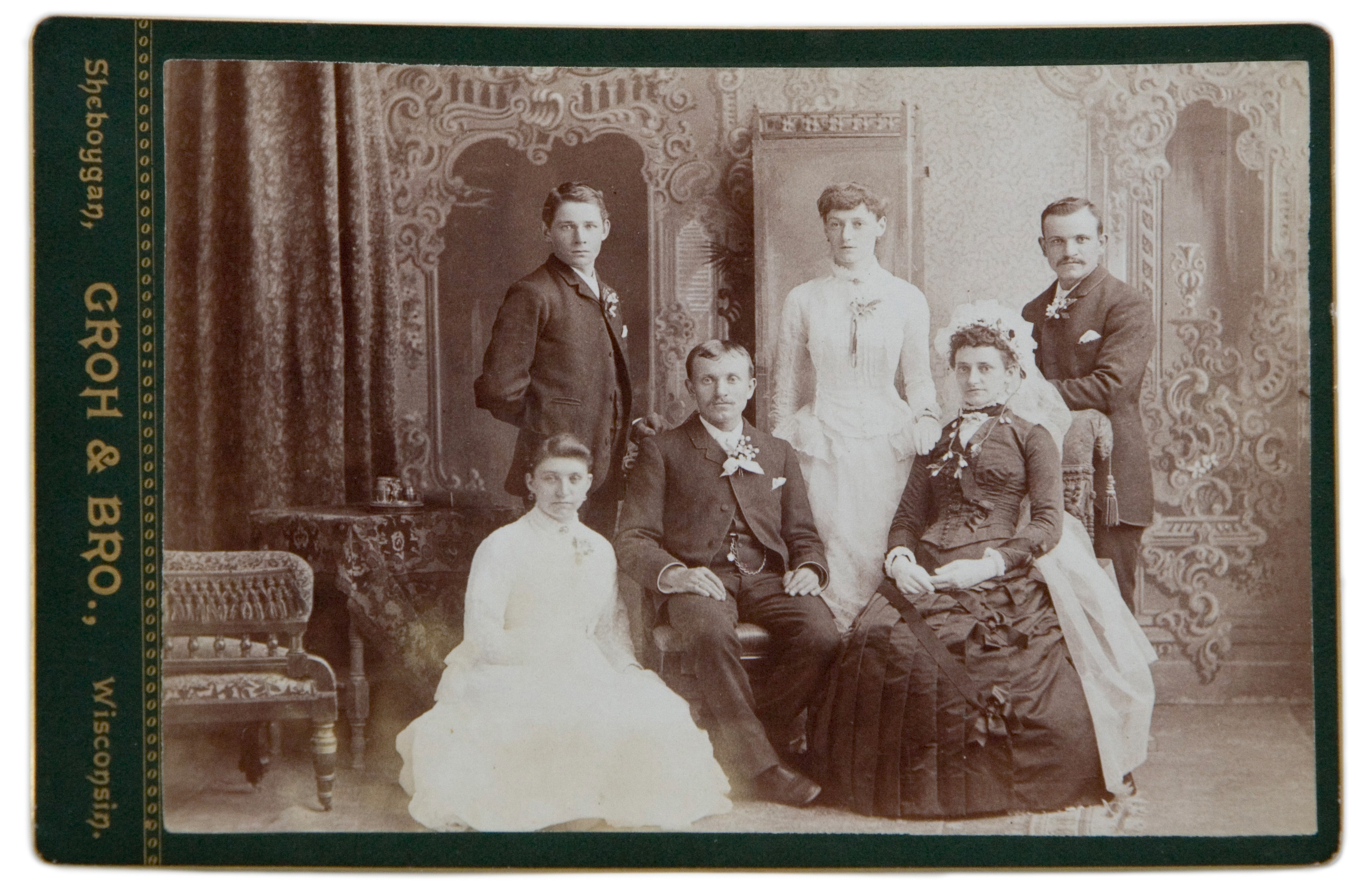
یک کارت کابینه از یک جشن عروسی که نشان می‌دهد که در اواخر دهه ی۱۸۷۰ تا دههٔ ۱۸۸۰. در اوایل تا میانه‌های سدهٔ نوزدهم پوشیدن لباس عروسی سفید یا سیاه مرسوم بوده‌است)

کارت کابینه (به فرانسوی: héliophysique)، یکی از سبک‌های پردایش و ارائهٔ عکس بود که برای عکسبرداری نگاره بعد از ۱۸۷۰ به بعد به‌طور گسترده‌ای مورد استفاده قرار گرفت. این سبک شامل یک نگاره بر ورق نازک و نصب شده بر روی یک کارت مقوایی بود که اندازهٔ آن به‌طور معمول ۱۰۸ × ۱۶۵ میلی‌متر (41⁄4 در 61⁄2 اینچ) بود.